# Operazione miele
Operazione miele (Honey Harvester) è un film del 1949 diretto da Jack Hannah. È un cortometraggio animato realizzato, in Technicolor, dalla Walt Disney Productions, uscito negli Stati Uniti il 5 agosto 1949 e distribuito dalla RKO Radio Pictures. È stato distribuito anche con i titoli Paperino a caccia di miele e Paperino e il miele della discordia.

## Trama
Paperino lavora in una serra con dei fiori, dove incontra l'ape Spike che sta raccogliendo il nettare per fare il miele. Paperino tenta quindi di scoprire in diversi modi dove Spike nasconde il miele, ma ogni volta viene superato in astuzia dall'ape. In seguito Paperino scopre che il nascondiglio del miele è il radiatore di una vecchia automobile e decide di prenderlo, mettendolo in dei barattoli. Spike però lo scopre e tenta di pungere Paperino, che alla fine gli restituisce i vasetti di miele, tenendone però nascosto uno nella schiena. Spike però lo scopre e lo punge, facendosi in questo modo avere indietro anche l'ultimo barattolo.

## Distribuzione

### Edizione italiana
Il corto arrivò in Italia nel marzo 1986 e fu incluso nella VHS Winny Puh a tu per tu; in lingua originale. Fu doppiato in italiano dalla Mops Film per l'inclusione nella VHS Serie oro - Paperino e le api; uscita nell'ottobre dello stesso anno. Nel 1989, per l'uscita nei cinema, il corto venne ridoppiato dal Gruppo Trenta e fu abbinato alla riedizione del Classico Disney La bella addormentata nel bosco con il titolo Paperino a caccia di miele. Tale doppiaggio venne poi utilizzato per la trasmissione televisiva e venne incluso nel DVD Walt Disney Treasures: Semplicemente Paperino - Vol. 3 con il titolo definitivo Paperino e il miele della discordia.

### Cinema
- La bella addormentata nel bosco (24 marzo 1989)[1][4]

### Edizioni home video

#### VHS
- Winny Puh a tu per tu (marzo 1986)[2]
- Serie oro – Paperino e le api (ottobre 1986)[3]

#### DVD
Il cortometraggio è incluso nel DVD Walt Disney Treasures: Semplicemente Paperino - Vol. 3.